# Campsa
Campsa (in greco antico: Κάμψα?) era una polis dell'antica Grecia ubicata nella penisola Calcidica.

## Storia
Viene citata da Erodoto come una delle città — assieme a Lipaxo, Combrea, Lisas, Gigono, Esmila e Enea —  situate in prossimità del golfo Termaico, in una regione chiamata Crosea, nella penisola di Pallene dove Serse I reclutó truppe nella sua spedizione del 480 a.C. contro la Grecia.
Non è nota l'esatta ubicazione.